# Никельдицирконий
Никельдицирконий — бинарное неорганическое соединение
никеля и циркония
с формулой Zr2Ni,
кристаллы.

## Получение
- Спекание стехиометрических количеств чистых веществ:

{\displaystyle {\mathsf {Ni+2Zr\ {\xrightarrow {1120^{o}C}}\ Zr_{2}Ni}}}

## Физические свойства
Никельдицирконий образует кристаллы
тетрагональной сингонии,
пространственная группа I 4/mcm,
параметры ячейки a = 0,6477 нм, c = 0,5241 нм, Z = 4,
структура типа диалюминиймеди CuAl2
.
Соединение конгруэнтно плавится при температуре 1120°С .

## Химические свойства
- При нагревании в водородной или аммиачной атмосфере образует гидрид переменного состава [5]:

{\displaystyle {\mathsf {2Zr_{2}Ni+5H_{2}\ {\xrightarrow {150-500^{o}C}}\ 2Zr_{2}NiH_{_{^{\sim }}5}}}}